# Вест Форк (Арканзас)
Вест Форк (енгл. West Fork) град је у америчкој савезној држави Арканзас.

## Демографија
По попису из 2010. године број становника је 2.317, што је 275 (13,5%) становника више него 2000. године.
| Група             | 2000.         | 2010.         |
| Белци             | 1.907 (93,4%) | 2.131 (92,0%) |
| Афроамериканци    | 9 (0,4%)      | 2 (0,1%)      |
| Азијати           | 11 (0,5%)     | 11 (0,5%)     |
| Хиспаноамериканци | 64 (3,1%)     | 76 (3,3%)     |
| Укупно            | 2.042         | 2.317         |